# 陳俊秀
陳 俊秀（チェン・ジュンショー、1988年11月1日 - ）は、台湾（中華民国）の花蓮県出身のプロ野球選手（内野手）。

## 経歴
アミ族の出身。2007年にクリーブランド・インディアンスとマイナー契約。もともとは投手だったが捕手に転向する。
2010年には自国で開催されたIBAFインターコンチネンタルカップと広州アジア競技大会にチャイニーズタイペイ代表として出場。
2011年にAA級アクロン・エアロズに昇格し、113試合の出場で打率.262、リーグ11位の16本塁打、OPS.782の成績を残す。
2012年はアクロンで108試合に出場し、この年から主に一塁手として起用される。
2013年5月にAAA級コロンバス・クリッパーズに初昇格するが94試合の出場で打率.223、9本塁打、OPS.651の成績に終わる。
オフの11月には、台湾で開催された「2013 BASEBALL CHALLENGE 日本 VS チャイニーズ・タイペイ」のチャイニーズタイペイ代表に選出された。
2014年に自由契約となり、独立リーグ・アメリカン・アソシエーションのウィチタ・ウィングナッツで6試合プレーした後、この年から発足した台湾のポップコーンリーグでプレー。6月に中華職業棒球大聯盟全球団からドラフト1位指名を受け、Lamigoモンキーズに入団。
2015年9月30日に、2015 WBSCプレミア12 チャイニーズタイペイ代表に選出された事が発表された。
2016年開幕前の1月29日に「侍ジャパン強化試合 日本 vs チャイニーズタイペイ」のチャイニーズタイペイ代表27名に選出されたことが発表された。3月3日に怪我のため辞退したことが発表された。
2017年は台湾シリーズで7打席連続安打をマークするなど打率.714、4打点を記録し、同シリーズの最優秀選手に選ばれた。
2018年は104試合に出場し、リーグ最高の打率.375をマークし首位打者に輝いた。また最優秀選手、ベストナインも受賞した。台湾シリーズでは打率.500、11安打を記録し2年連続となる同シリーズの最優秀選手に輝いた。オフには「ENEOS 侍ジャパンシリーズ2018」のチャイニーズタイペイ代表に選出され、3番・一塁手で出場し高梨雄平からホームランを放った。
2019年はシーズンオフに2019 WBSCプレミア12 チャイニーズタイペイ代表に選出された。同大会の韓国戦では7回表に駄目押しとなる3ランホームランを放った。
2021年は3月17日の統一ライオンズ戦で足を痛め、同月19日に二軍へ降格した。4月7日に一軍復帰を果たした。上半季はリーグ唯一の打率4割越えで終えた。2015年からの極端な「打高投低」が是正された2021年シーズンにおいて、9月7日まで打率4割を維持していたことは、リーグ平均打率が3割に満たないCPBL史上において、非常に稀な偉業である。
2023年オフにFA権を行使し、中信兄弟へ移籍した。

## 詳細情報

### 年度別打撃成績
| 年 度    | 球 団       | 試 合 | 打 席 | 打 数 | 得 点 | 安 打 | 二 塁 打 | 三 塁 打 | 本 塁 打 | 塁 打 | 打 点 | 盗 塁 | 盗 塁 死 | 犠 打 | 犠 飛 | 四 球 | 敬 遠 | 死 球 | 三 振 | 併 殺 打 | 打 率 | 出 塁 率 | 長 打 率 | O P S |
| -------- | ----------- | ----- | ----- | ----- | ----- | ----- | -------- | -------- | -------- | ----- | ----- | ----- | -------- | ----- | ----- | ----- | ----- | ----- | ----- | -------- | ----- | -------- | -------- | ----- |
| 2014     | Lamigo 楽天 | 26    | 98    | 85    | 10    | 21    | 5        | 0        | 2        | 32    | 8     | 1     | 0        | 0     | 0     | 11    | 0     | 2     | 17    | 4        | .247  | .347     | .376     | .723  |
| 2015     | Lamigo 楽天 | 113   | 475   | 418   | 78    | 140   | 31       | 0        | 25       | 246   | 118   | 11    | 4        | 1     | 6     | 47    | 0     | 3     | 65    | 11       | .335  | .401     | .589     | .990  |
| 2016     | Lamigo 楽天 | 99    | 423   | 361   | 76    | 106   | 20       | 0        | 26       | 204   | 100   | 21    | 7        | 0     | 6     | 55    | 1     | 0     | 57    | 12       | .294  | .382     | .565     | .947  |
| 2017     | Lamigo 楽天 | 106   | 417   | 355   | 74    | 114   | 26       | 3        | 16       | 194   | 78    | 15    | 2        | 0     | 9     | 51    | 1     | 1     | 78    | 14       | .321  | .399     | .546     | .945  |
| 2018     | Lamigo 楽天 | 104   | 443   | 387   | 78    | 145   | 31       | 3        | 17       | 233   | 77    | 5     | 4        | 3     | 5     | 39    | 6     | 3     | 74    | 13       | .375  | .431     | .602     | 1.033 |
| 2019     | Lamigo 楽天 | 103   | 435   | 381   | 87    | 145   | 21       | 2        | 22       | 236   | 89    | 2     | 1        | 1     | 1     | 46    | 4     | 2     | 59    | 8        | .381  | .449     | .619     | 1.068 |
| 2020     | Lamigo 楽天 | 97    | 388   | 341   | 58    | 106   | 16       | 1        | 12       | 160   | 54    | 3     | 2        | 2     | 4     | 39    | 0     | 2     | 79    | 7        | .311  | .381     | .469     | .850  |
| 通算:7年 | 通算:7年    | 648   | 2679  | 2328  | 461   | 777   | 150      | 9        | 120      | 1305  | 524   | 58    | 20       | 7     | 31    | 288   | 12    | 13    | 429   | 69       | .334  | .405     | .561     | .966  |

- 2020年度シーズン終了時
- 各年度の太字はリーグ最高

### タイトル
- 首位打者：2回 （2018年、2021年）

### 表彰
- 最優秀選手：1回（2018年）
- ベストナイン：2回（一塁手部門：2018年 - 2019年）
- ゴールデングラブ：1回（一塁手部門：2019年）
- 月間MVP：1回 （野手部門：2015年9月）
- 台湾シリーズ最優秀選手：2回 （2017年 - 2018年）

### 記録
- オールスターゲーム出場：5回（2015年 - 2019年）

### 背番号
- 29 （2014年 - ）

### 代表歴
- 2015 WBSCプレミア12 チャイニーズタイペイ代表
- 2019 WBSCプレミア12 チャイニーズタイペイ代表